# Ethel Léontine Gabain
Ethel Léontine Gabain, también conocida como Ethel Copley, (El Havre, 26 de marzo de 1883-Londres, 30 de enero de 1950) fue una artista franco-inglesa. Gabain fue una renombrada pintora y litógrafa y una de los miembros fundadores del Senefelder Club. Aunque era más conocida por sus retratos al óleo de actrices, Gabain fue una de las pocas artistas de su época capaz de vivir de la venta de sus litografías. También hizo grabados de aguafuertes, puntas secas, así como algunos carteles.

## Biografía

### Primeros años

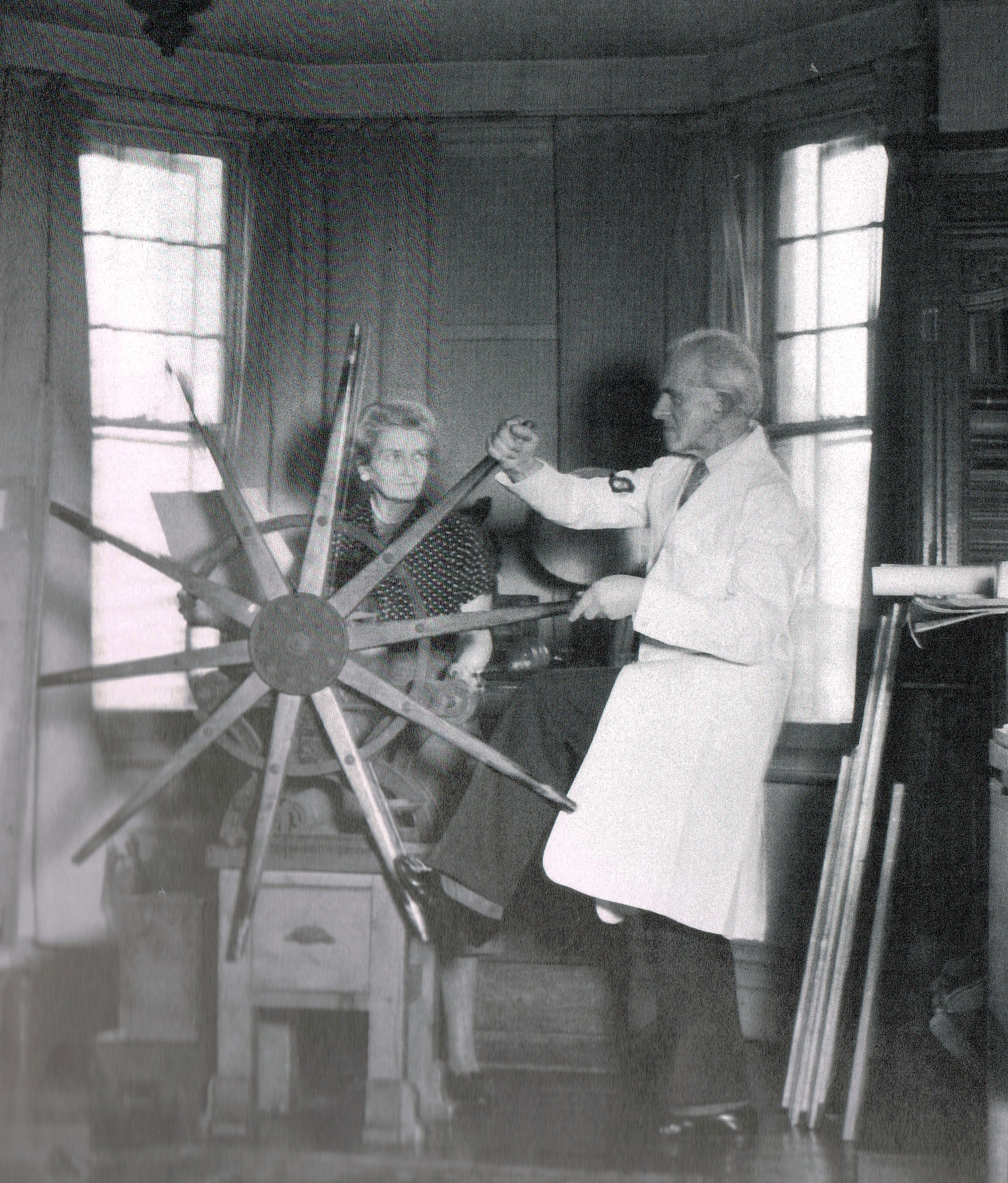
Gabain y Copley imprimiendo en Hampstead. Colección Privada

Gabain tuvo cuatro hermanas y un hermano. Su padre era francés y su madre, Bessie, nació en Escocia. Su padre, Charles Edward Gabain era un importador de café acomodado y cuando se jubiló se trasladó con su familia a Inglaterra a The Manor House, Bushey, Hertfordshire. Gabain nació en Francia y vivió allí durante más de veinte años. Cuando se trasladó a Inglaterra estaba bien preparada. Conocía el país y era capaz de hablar inglés de forma fluida debido al hecho de que, desde los catorce años, se había alojado en Wycombe Abbey School, Buckinghamshire. La escuela alentó sus habilidades artísticas y le encargó que pintara un retrato de la señorita Ann Watt Whitelaw, quien fue su directora desde 1911 a 1925.
En 1902, Gabain estudió en el Slade School of Fine Art en Londres antes de regresar a Francia en 1903 para entrar en el estudio de Louis-Joseph-Raphaël Collin en París. De 1904 a 1906 estudió en The Central School of Arts and Crafts en Londres. Allí, el artista F. E. Jackson enseñó a Gabain el arte de la litografía. The Central, que fue fundada en 1896 por el Consejo de Condado del Londres, ofrecía instrucción en los oficios tenidos por los más artísticos, siendo la litografía uno de ellos. Gabain estaba decidida a producir sus propias impresiones litográficas y también se matriculó en el Chelsea Polytechnic por un tiempo. Aquí aprendió a utilizar la imprenta. Gabain experimentó con la litografía en color y decidió que no era eeso lo que quería, por lo que buscó producir litografías en blanco y negro brillantes y ricas.

### The Senefelder Club
En 1910, Gabain y su futuro marido, John Copley, junto con A.S Hartrick y Joseph Pennell, se encontraban entre los miembros fundadores de The Senefelder Club. Cuando el Club celebró su primera exposición en la Galería Goulpil en enero de ese mismo año, seis de las litografías de Gabain fueron incluidas. En 1927 los miembros del club inauguraron una exposición en The Modern British Engravings Exhibition, celebrada en el pabellón de Marsan, un ala del Louvre. En 1929 participó en la exposición de Arte británica en Suecia.
Gabain y Copley se casaron en 1913 y vivieron en Kent durante un tiempo en The Yews en Longfield. En este momento añadió un pequeño remarque en forma de tejo en el margen inferior de sus grabados. También usó imágenes de las pérgolas y el reloj de sol en su casa. La pareja y sus dos hijos, el actor Peter Copley y Christopher, se mudaron al número 10 de Hampstead Square, NW3, donde Gabain tenía su estudio en el último piso y Copley tenía una prensa en la que solían trabajar juntos. En 1925, y debido a la enfermedad de Copley, la familia dejó Inglaterra y se instalaron en Alassio, Italia. Durante los dos años y medio que estuvieron allí, Gabain pintó el paisaje e impartió clases de arte y conferencias públicas en la Escuela de Inglés Alassio.

### Imágenes melancólicas

Carmen como The Little Bride (Galería de Arte del Mánchester)

Mientras vivía en París, Gabain comenzó a trabajar en un tema centrado en "mujeres jóvenes melancólicas". Produjo numerosas imágenes litográficas de una mujer joven solitaria. Gabain revisó este tema más adelante en su carrera y produjo varias imágenes diferentes de una joven novia triste. Ella siempre usó a su modelo favorita, Carmen Watson, en estas representaciones. Cuando Carmen se casó en 1940, había posado más de sesenta veces para Gabain. Fue a través de una imagen anterior, The Striped Petticoat, que conoció a Harold J. L. Wright de Messrs. Colnaghi and Co. Él vio esta litografía y se comunicó con Gabain para preguntarle si Colnaghi's podía convertirse en sus editores. Esto llevó a una amistad de por vida.
El tema melancólico continuado con las imágenes centradas en Pierrot y Colombina. Para Pierrot se basó en el personaje interpretado por Jean-Gaspard Deburau, una persona conmovedora, apasionada y trágica que interpreta el papel de un payaso triste locamente enamorado de Colombina, una hermosa y joven bailarina de ballet. A Gabain le encantaba el ballet y produjo una serie de jóvenes bailarina en diferentes medios.

### Libros
En 1922, Monsieur Edmond Paix, un coleccionista francés, encargó una edición especial de 495 ejemplares de Jane Eyre al editor Monsieur Leon Piton de París. Había visto una de las litografías femeninas solitarias de Gabain, The Striped Petticoat, y le encargó que produjera veintidós litografías para su edición, incluida una aparición fantasmal de Jane Eyre.
En 1924, Gabain recibió un encargo de nueve litografías para The Warden de Anthony Trollope; la publicación fue llevada a cabo por Elkin Mathews y Marrot Ltd. en 1926.

### Pinturas al óleo
Por razones económicas y debido a la caída del mercado de la impresión, Gabain pasó a pintar con óleo. Envió su primera pintura al óleo, Zinnias, a la Royal Academy en 1927, donde fue bien recibida. También pintó una serie de paisajes al óleo y retratos teatrales de reconocidas actrices caracterizadas como sus personajes. Estos incluyeron a Peggy Ashcroft, Edith Evans, Adelaide Stanley, Flora Robson y Lilian Baylis. En 1932 fue elegida miembro de la Royal Society of British Artists y del Royal Institute of Oil Painters al año siguiente. También en 1933, su retrato de Robson, Flora Robson como la Señora Audley, recibió la medalla De Laszlo Silver de la Sociedad Real de Artistas británicos. Gabain expuso tanto con la Asociación Internacional de Artistas como con el New English Art Cluby, para obtener ingresos adicionales, a veces daba conferencias sobre historia del arte. En 1940, fue elegida presidenta de la Sociedad de Mujeres Artistas.

### Segunda Guerra Mundial

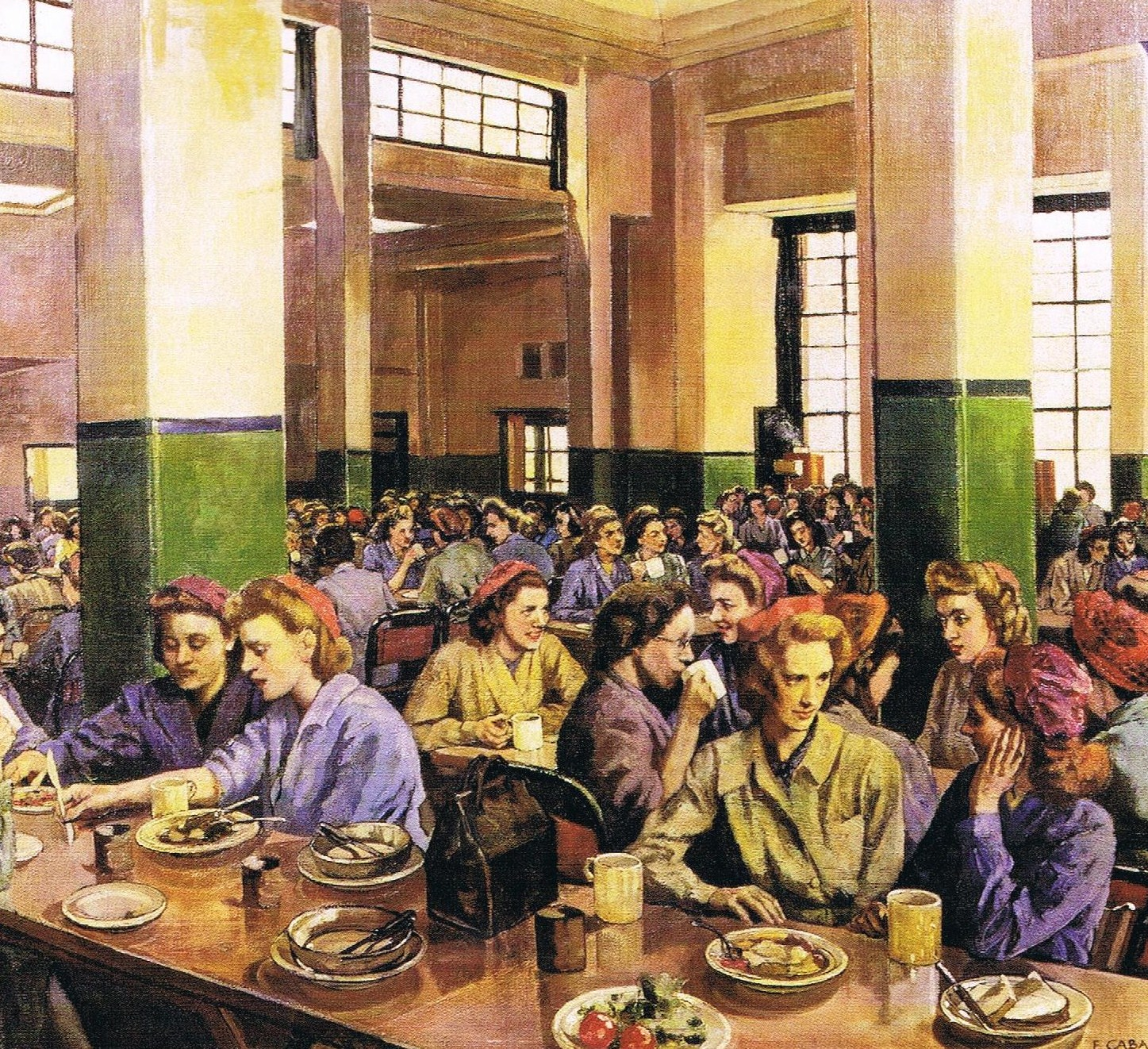
Women Workers in the Canteen, - The Grosvenor Art Gallery, Chester

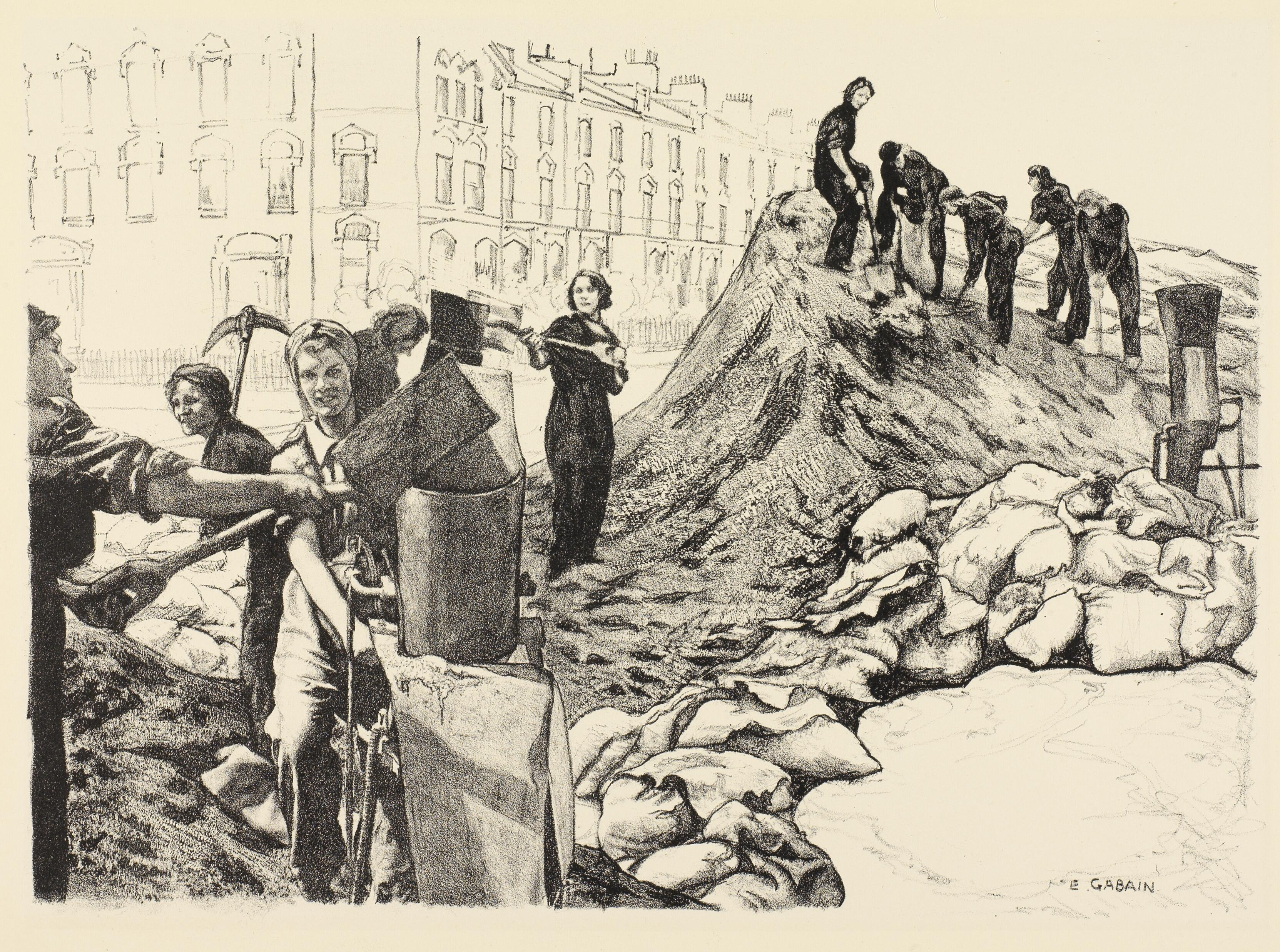
The Islington Borough Council have employed women on this strenuous task. (Art.IWM ART LD1538)

En abril de 1940, el Comité Asesor de Artistas de Guerra, WAAC, encargó a Gabain que produjera cuatro litografías de miembros de los Servicios Voluntarios de Mujeres y cuatro sobre el tema de los niños evacuados de Londres y otras ciudades. De hecho, Gabain ofreció a WAAC trece litografías para este encargo, pero solo aceptaron las ocho originales encargadas. WAAC los publicó como dos conjuntos de litografías, Niños en tiempos de guerra con cinco imágenes y Trabajo de mujeres en la guerra además de los Servicios, que tenía seis imágenes. En total WAAC adquirió 38 obras de Gabain durante la guerra. Para estos encargos, Gabain, aunque a menudo tenía mala salud, viajó por toda Gran Bretaña. Fue a las Tierras Altas de Escocia para registrar el trabajo de las mujeres leñadoras, conocidas como "leñadores", en un campamento del Ejército de la Tierra de Mujeres en Banffshire y a Devon para representar a los niños evacuados allí de Londres. A lo largo de la guerra, Gabain registró a mujeres trabajando en lo que, en tiempos de paz, habían sido oficios tradicionalmente masculinos. Además de trabajadoras de salvamento, trabajadoras de fábricas, guardias de ARP y trabajadoras de ataques aéreos, Gabain produjo un retrato de la capitana Pauline Gower de la Auxiliar de Transporte Aéreo. En 1945, produjo una serie de retratos que incluían a Barbara Ward y Caroline Haslett.
Las comisiones de WAAC de Gabain le permitieron explorar su interés en las técnicas médicas innovadoras que se estaban desarrollando durante la guerra. En 1944, así como además de representar a Sir Alexander Fleming trabajando en el laboratorio donde había descubierto la penicilina, Gabain también registró, en A Child Bomb-Victim Receiving Penicillin Treatment, una niña que estaba siendo tratada con el medicamento. Ella registró tratamientos pioneros de víctimas de quemaduras, incluida la introducción de un método nuevo de riego continuo.
Varias empresas industriales encargaron obras a Gabain. Williams y Williams, Reliance Works en Chester encargaron a Gabain la producción de una serie de litografías y óleos. Un óleo muestra a Mujeres trabajadoras en la cantina de Williams y Williams. Estos fueron realizados por Lawrence Haward, el curador de The City Art Gallery, ahora Galería de Arte de Manchester. Gabain recibió dos encargos de Ferranti Hollinwood - Trabajar en los tubos de rayos catódicos y una brújula Giro; uno de Richard Haworth & Co. Ltd. en Salford - The Weaver; y uno de la Asociación Británica de Investigación de la Industria del Algodón, el Instituto Shirley de Investigación del Algodón.

### Últimos años
En 1939, Gabain se enfermó gravemente y, aunque se recuperó un poco, su salud seguía siendo mala. Posteriormente, sufrió de artritis y también perdió un riñón, pero continuó pintando y exhibiendo hasta sus últimos meses. Su trabajo también fue parte del evento de pintura en el concurso de arte en los Juegos Olímpicos de Verano de 1948. Gabain murió el 30 de enero de 1950 en su casa en Londres. Después de su muerte su marido, John, organizó una exposición conmemorativa de sus pinturas y litografías en la Royal Society of British Artists, Suffolk Street, Londres.

## Afiliaciones
Gabain era miembro o estaba afiliada a las siguientes organizaciones:
- 1909: Miembro fundador del Senefelder Club,
- 1925: Miembro de The Society of Graphic Art
- 1932: Miembro de la Royal Society of British Artists,
- 1933: Miembro del The Royal Institute of Oil Painters,
- 1934: Vicepresidenta de Society of Women Artists,
- 1940: Presidenta de Society of Women Artists.

## Galería

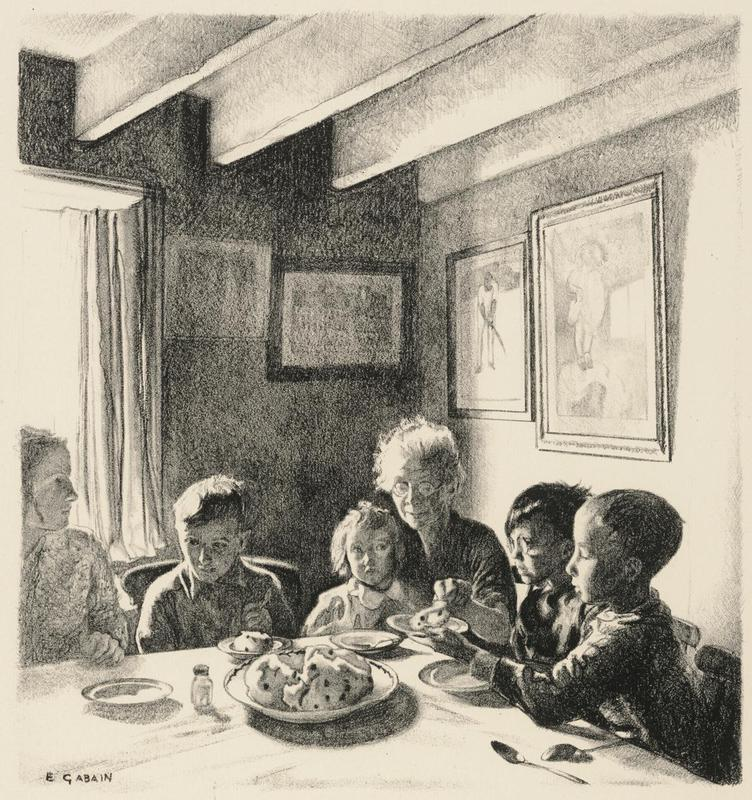
Evacuados en una cabaña en Cookham, niños en tiempos de guerra.
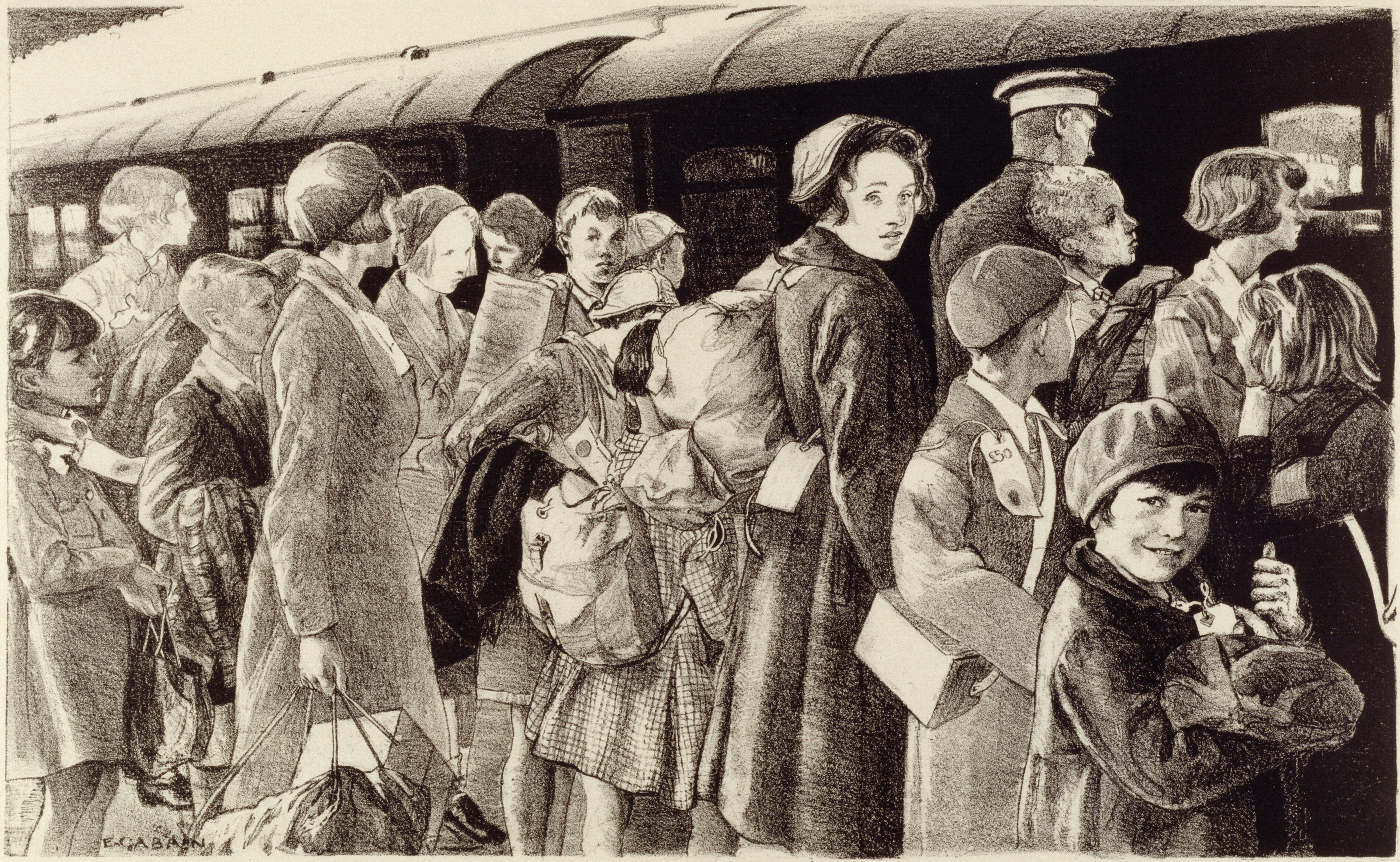
Evacuación de niños de Suthend (2 de junio de 1940), niños en tiempos de guerra.
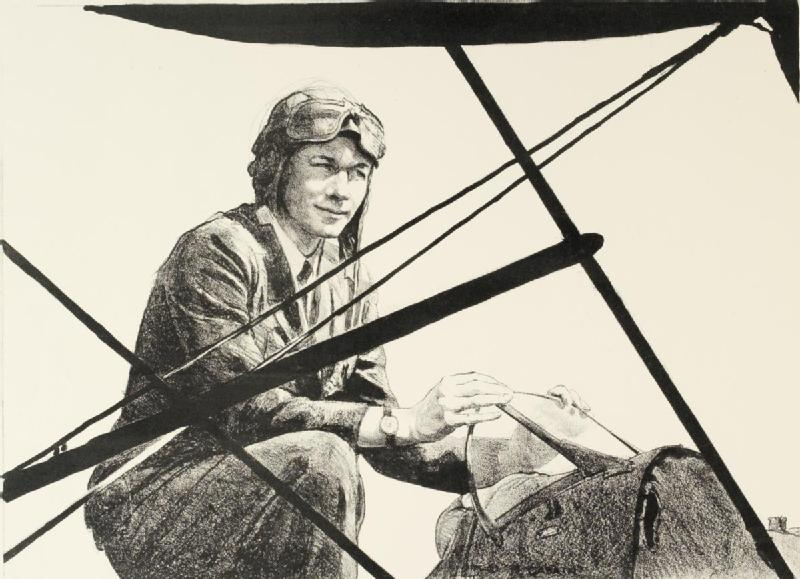
Capitana Pauline Gower, de la Women's Air Transport Auxiliary.
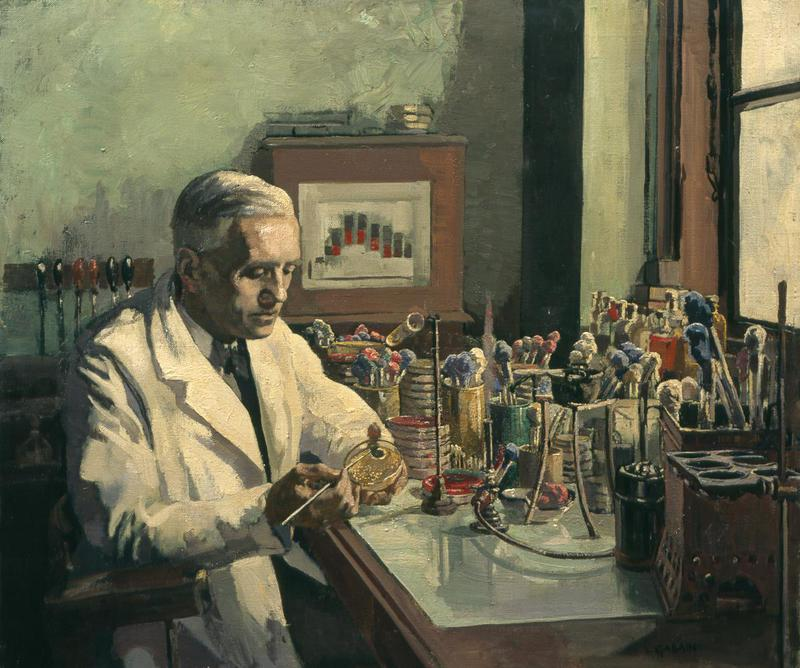
Sir Alexander Fleming, Frs, el descubridor de la penicilina
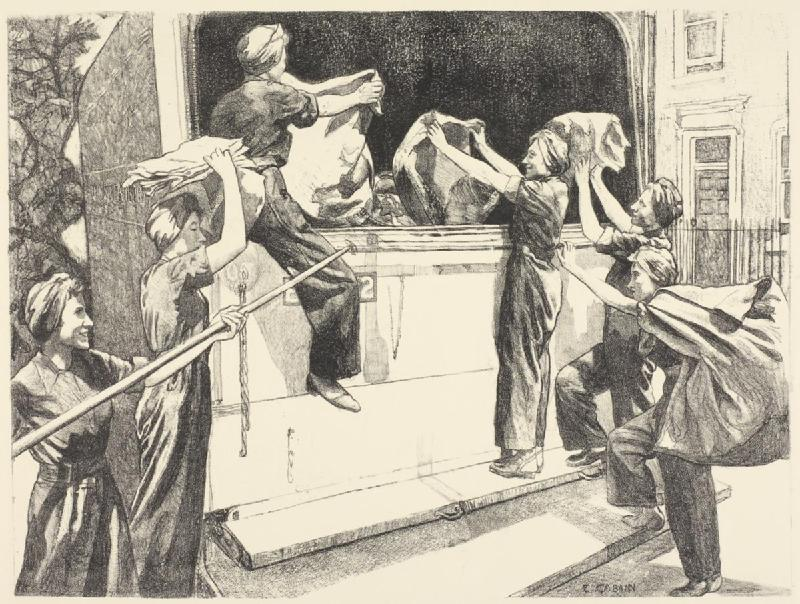
Mujeres de Hampstead recogiendo residuos de todo tipo para ayudar al esfuerzo bélico.
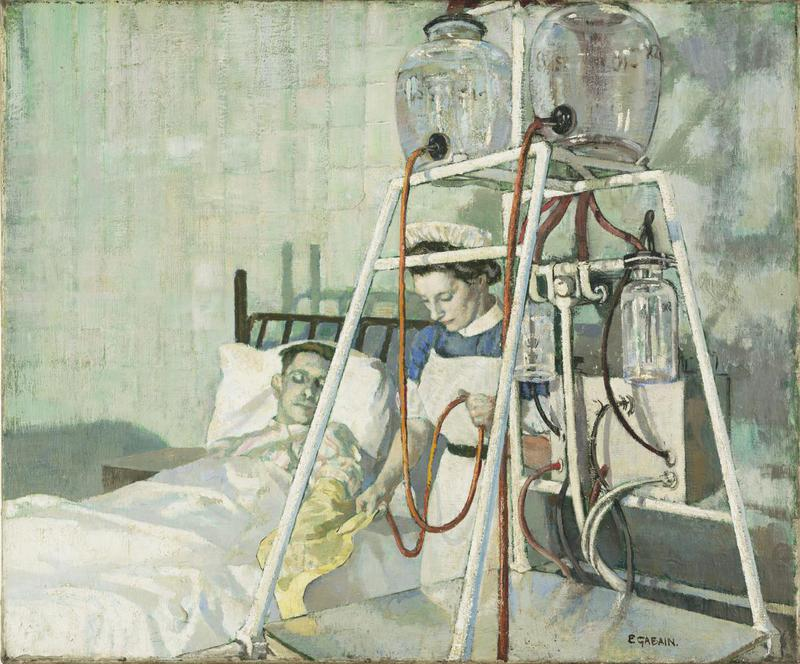
Sistema para el tratamiento de quemaduras aplicado por la hermana Roberts en el Hospital de Middlesex.